# Chorazeïn

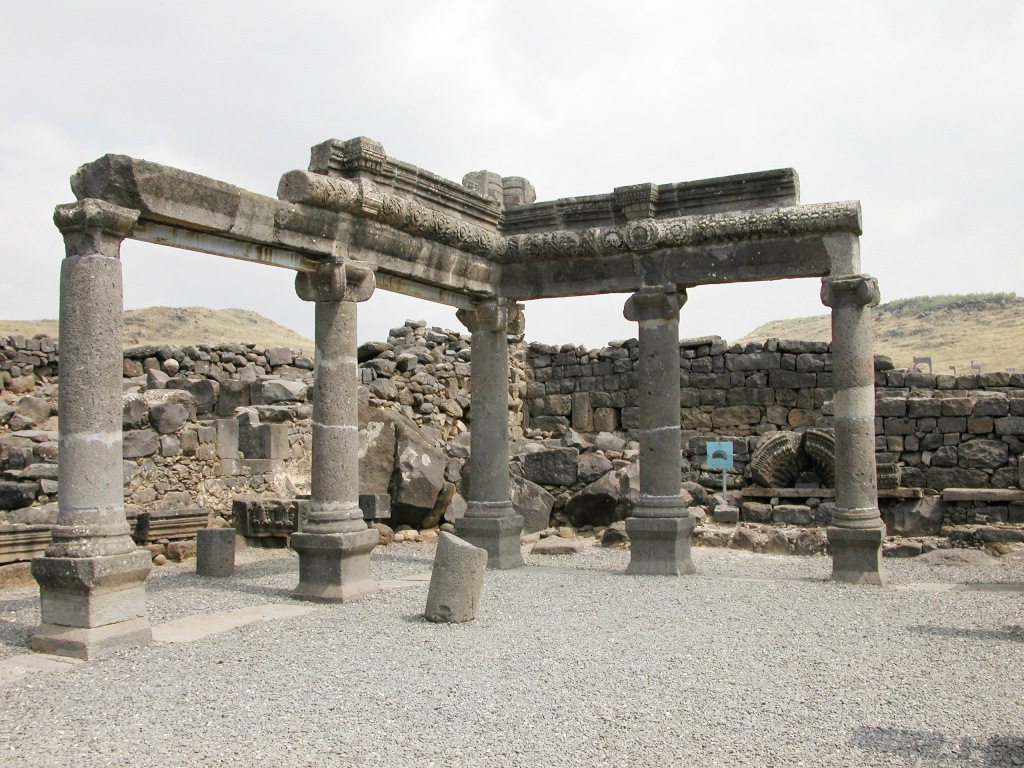
Synagogue de Chorazeïn.

Chorazeïn, Chorazin ou Korazin, était une petite ville de la Galilée du temps de Jésus. Maudite par Jésus (Mt 11:23 et Lc 10:13), elle n’existe plus. Sa localisation archéologique est incertaine.

## Nouveau Testament
Chorazeïn, avec Bethsaïde et Capharnaüm sont trois villes (ou gros villages) mentionnées dans le même paragraphe de malédictions prononcées par Jésus dans les évangiles de Matthieu (Mt 11 :23) et Luc (Lc 10 :13), car les miracles que Jésus y a accomplis n’ont pas entrainé la conversion de vie désirée. D'ailleurs ces miracles ne sont mentionnés nulle part dans les évangiles. Si Bethsaïde et Capharnaüm, toutes deux au bord du lac de Tibériade, sont connues car mentionnées à différentes occasions dans les évangiles, Chorazeïn reste mystérieuse: elle n’apparait dans les évangiles qu’en ces deux paragraphes cités ci-dessus. 
En raison de la malédiction de Jésus, quelques auteurs médiévaux affirmaient que l’Antéchrist naîtrait à Chorazeïn. Inversement, les historiens hésitent sur le lieu de naissance de Jésus, entre le berceau familial de Nazareth, le village de Capharnaüm mais aussi la ville de Chorazeïn. Jésus semble en effet particulièrement attaché à Capharnaüm et Chorazeïn, où il accomplit de nombreux miracles, mais, déçu car elles ne sont pas converties à sa prédication, il les maudit.

## Archéologie
Comme lieux habités les trois villes ont disparu de la géographie des lieux. La localisation de Capharnaüm et Bethsaïde ne fait pas difficulté, des vestiges archéologique importants ayant été mis au jour. D’après Eusèbe de Césarée et Jérôme de Stridon Chorazeïn se trouverait à trois kilomètres au nord de Capharnaüm. La ville moderne de Kerazeh est parfois identifiée à Chorazeïn. 
Des fouilles archéologiques dans la région de Kerazeh ont été menées en 1926, et de nouveau en 1962-1964 et 1980-1987. Le site archéologique est aujourd’hui appelé Korazin. 
Les vestiges de la ville sont répartis sur une superficie relativement large, divisée en cinq quartiers distincts, avec une synagogue au centre. La synagogue, grande et large, a été construite en pierres de basalte noir (une roche volcanique locale) et est ornée de motifs décoratifs, dont une paire de lions en pierre. D’autres sculptures représentent un soldat armé, un aigle, des animaux et des instruments de vinification. Proche de la synagogue se trouve un mikvé pour les ablutions rituelles. Ils sont entourés de bâtiments publics et résidentiels.
Dans la meilleure des hypothèses, synagogue et autres fondations mises au jour remontent à la fin du IIIe siècle et la plupart sont plus récents. Ce qui laisse un doute sur l’identification exacte de la Chorazeïn du Nouveau Testament.

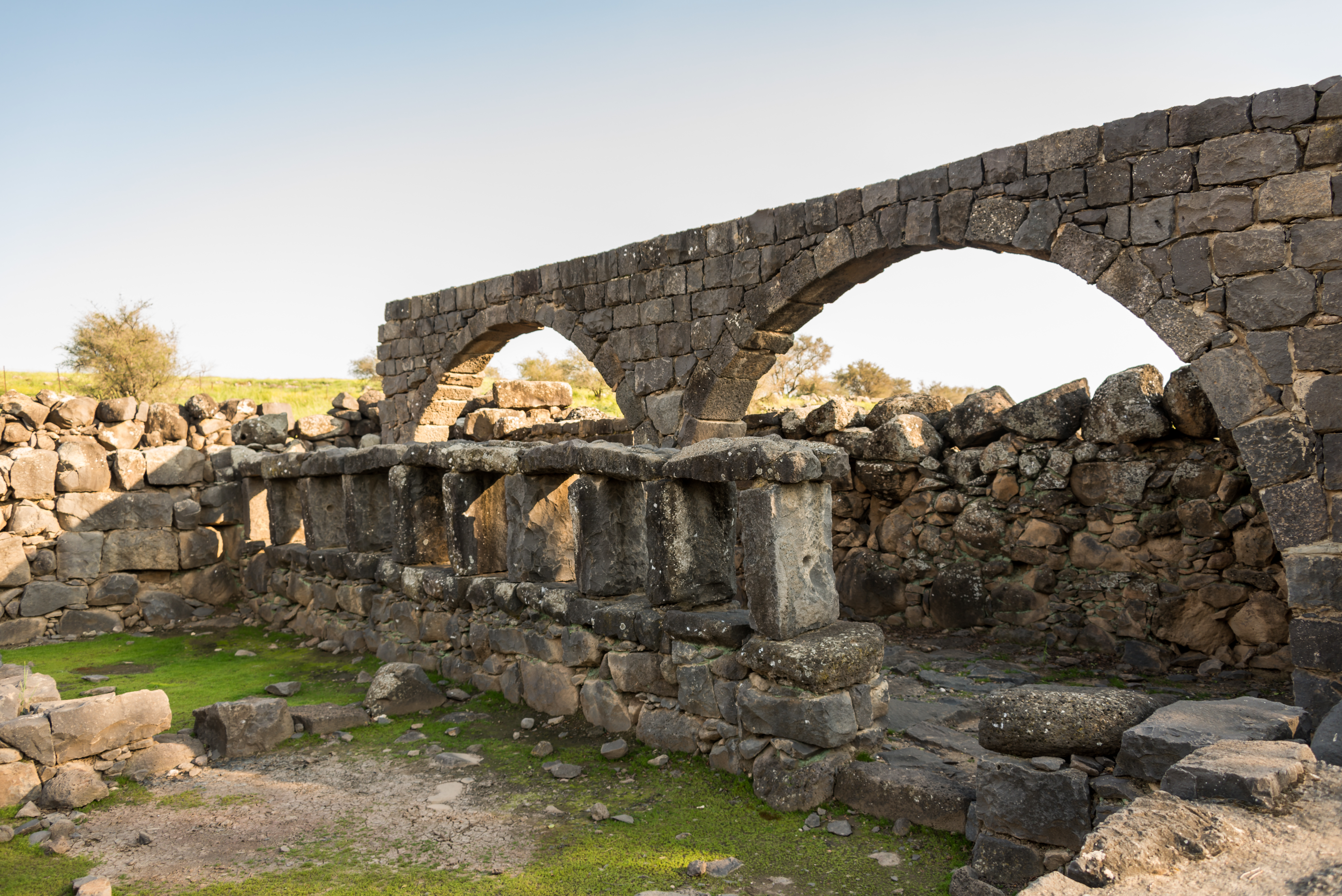
Korazim
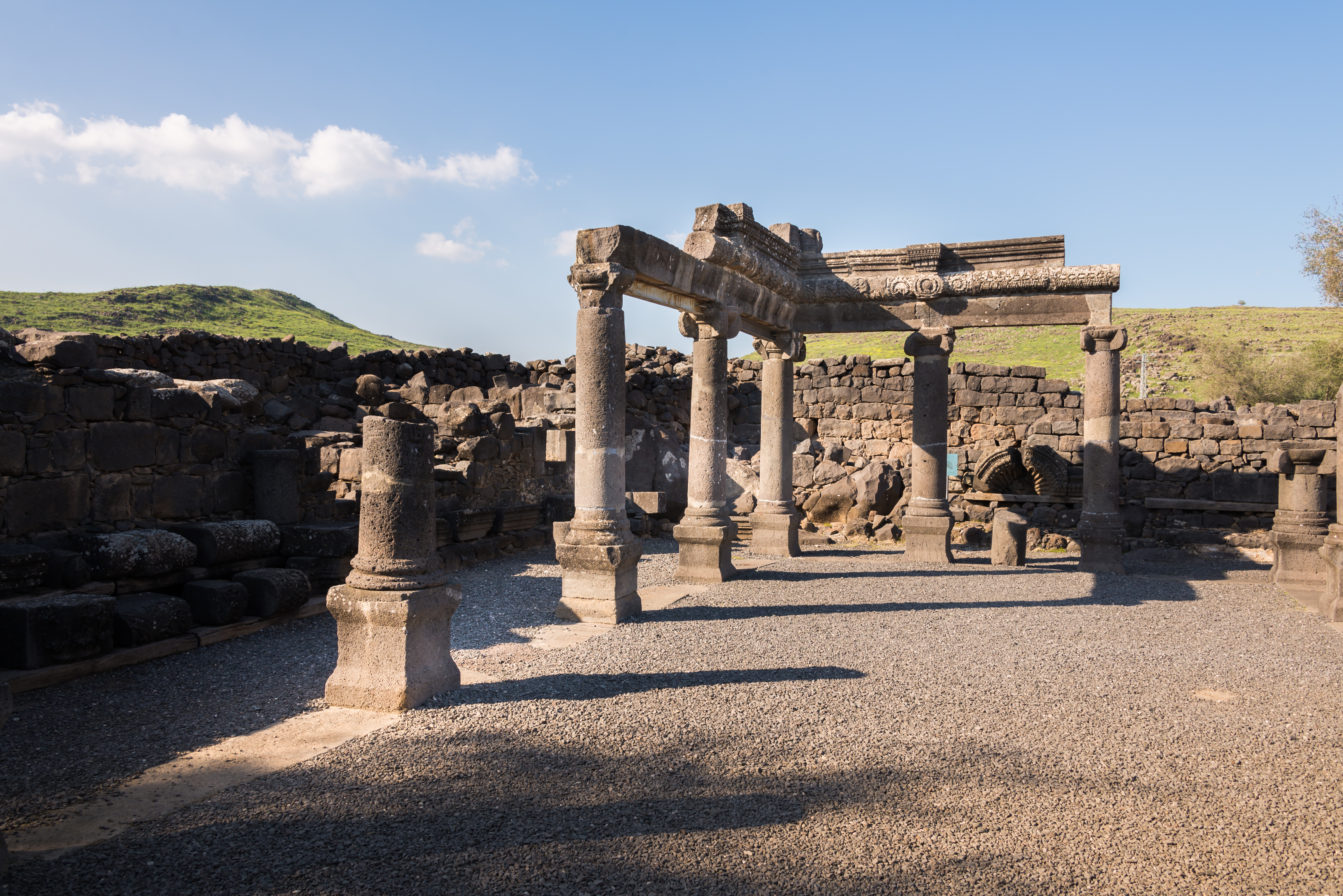
Korazim
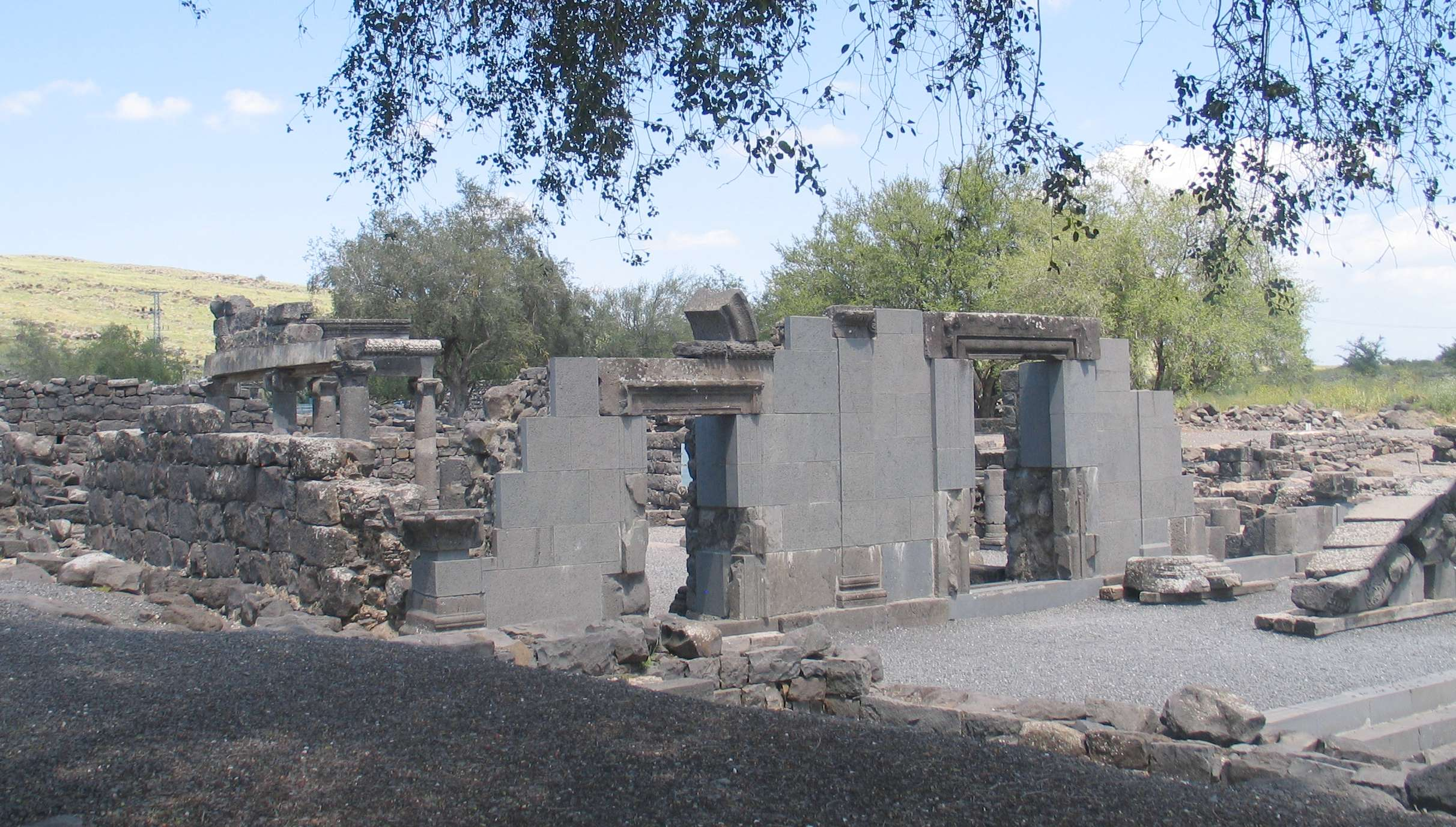
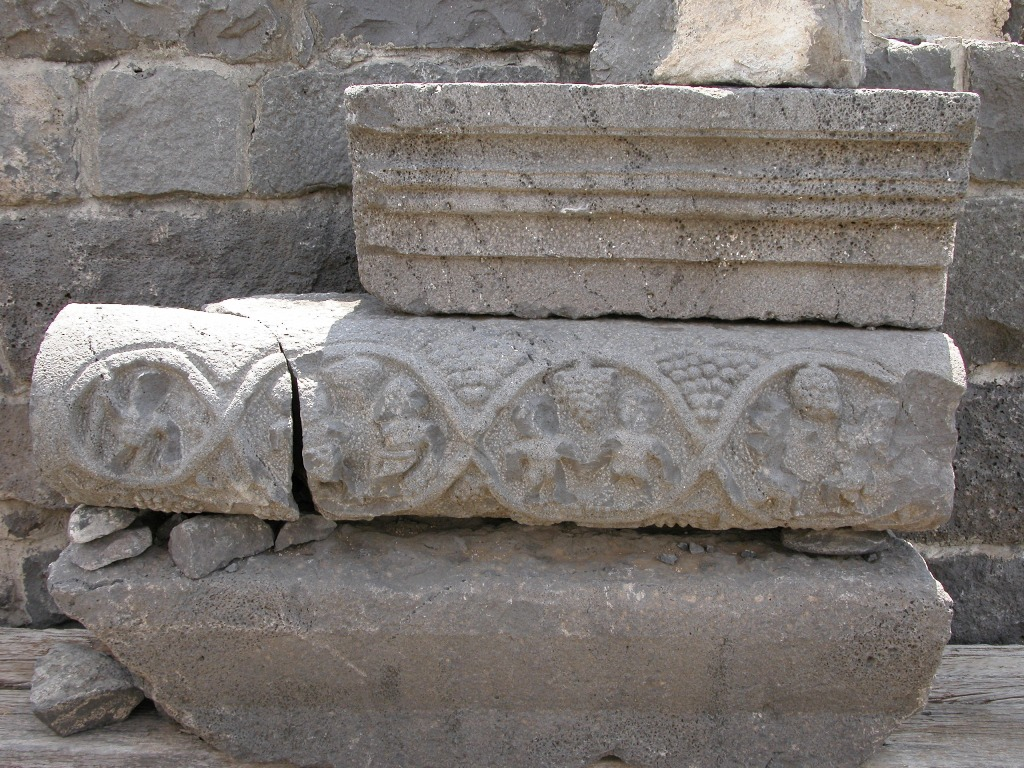